# Кларк Дюк
Кларк Дьюк (англ. Clark Duke; нар. 5 травня 1985, Гленвуд, Арканзас, США) — американський актор.
Відомий своїми ролями у фільмах «Пипець» (англ. Kick-Ass) і «Машина часу в джакузі», а також грає Дейла в серіалі «Університет».

## Життя і кар'єра
Поряд з найкращим другом Майкл Сера, Дюк створив сценарій і підготував серіал «Кларк і Майкл», в якому він грає вигаданого себе. Він є постійним героєм в телесеріалі про грецькому християнському гуртожитку «Університет», його персонажа звуть Дейл. Дюк пробувався на роль Фогеля у фільмі «Суперперці», але роль дісталася Крістофер Мінц-Плассе, а Дюк майнув лише на вечірці. У 2008 році Дюк знявся в своєму першому великому кіно, «Сексдрайв». У в тому ж році взяв участь у фільмі «Тисяча слів». У цьому фільмі так само знімався Едді Мерфі, фільм вийшов в 2011 році. Кларк Дюк знявся у фільмі «Пипець», режисер Меттью Вон, фільм вийшов навесні 2010 року. У тому ж році Кларк Дюк знявся у фільмі «Машина часу в джакузі», фільм був випущений в березні 2010 року.